# مستورة (ممثلة)
مستورة (13 فبراير 1967 -)، ممثلة سودانية تعيش في مصر.

## حياتها الفنية
شاركت بأول عمل لها عام 1993 وعملت بين السينما والتلفزيون، كذلك بفيديو كليب «عيني» مع حميد الشاعري وهشام عباس. العمل الذي حقق لها معادلة النجاح هو «صعيدي في الجامعة الأمريكية» مع محمد هنيدي، لكن المرض إبعادها عن مواصلة العمل الفني حيث اصيبت بجلطة بعد مشاركتها فيه. واصلت عملها الفني لاحقًا ولكن بأدوار قليلة.

## حياتها الأسرية
هي أرملة، ولديها ابن واحد.

## أعمالها

### في السينما
- 1995: قليل من الحب كثير من العنف.
- 1996: ميت فل.
- 1997: عفريت النهار.
- 1998: صعيدي في الجامعة الأمريكية.
- 2000: بهاريز.
- 2003: ديل السمكة.
- 2005: علي سبايسي.
- 2010: ولد وبنت.
- 2015: نوارة.

### في التلفزيون
- 1993: أبرياء في المصيدة.
- 1995: حكايات مجنونة.
- 1996:
  - يوميات ونيس - الجزء الثالث.
  - بيت الجمالية.
  - ألف ليلة وليلة: فضل الله ووردانه.
- 1997: عوض وإمبراطورية عين.
- 1998:
  - وادي فيران.
  - دهب قشرة.
- 1999: حلم ولا علم - فوازير رمضان.
- 2000: حلم العمر.
- 2001: عيال محظوظة.
- 2002: فارس العرب.
- 2003:
  - شمس يوم جديد.
  - بعاد السنين.
  - العمة نور.
  - أدهم وزينات والثلاث بنات.
- 2004:
  - مصر الجديدة.
  - أهل الرحمة.
- 2006:
  - علي يا ويكا.
  - بنت بنوت.
  - حياتي أنت.
- 2007:
  - قلب إمرأة.
  - شرخ في جدار العمر.
  - سعيد تعيس جدا جدا.
  - حاسبوا منه.
  - المصراوية - جزئين، الثاني 2009.
- 2008:
  - بنت من الزمن ده.
  - بنت بنوت.
- 2009:
  - وكالة عطية.
  - وتر مشدود.
  - نسمة ونصيب.
  - أدهم الشرقاوي.
- 2011:
  - كيد النسا.
  - الزناتي مجاهد.
- 2015: ساحرة الجنوب.
- 2016: أفراح القبة.
- 2017:
  - واحة الغروب.
  - الكبريت الأحمر - الجزء الثاني.